# Krépin Diatta
Krépin Diatta (Dakar, Senegal, 25 de febrero de 1999) es un futbolista senegalés que juega de delantero en el A. S. Monaco F. C. de la Ligue 1.

## Trayectoria
El 26 de febrero de 2017 firmó su primer contrato y debutó con la camiseta del Sarpsborg 08 FF en la Tippeligaen. En esa temporada convirtió 3 goles en 22 partidos y dio sieste asistencias, convirtiéndose en uno de los mayores asistidores de la liga. Con esto ayudó a su equipo, el Sarpsborg 08 FF a terminar tercero y clasificarse por primera vez en su historia a la primera fase clasificatoria de la Liga Europa de la UEFA 2018-19.
Por la Copa de Noruega también ayudó a que su equipo alcance la final ante el Lillestrøm SK con 5 goles en 4 partidos. La final la perderían 3-2.
El 3 de enero de 2018 firmó un contrato por 4 años y medio con el Club Brujas de la Jupiler Pro League.
Tres años después de su llegada a Bélgica fue traspasado al A. S. Monaco F. C.

## Selección nacional
Ha sido internacional con la selección sub-20 en 19 ocasiones anotando 7 goles.

## Clubes
Actualizado al 17 de mayo de 2025.
| Club | Div.          | Temporada     | Liga  | Liga  | Copas nacionales(1) | Copas nacionales(1) | Copas internacionales(2) | Copas internacionales(2) | Total | Total |
| Club | Div.          | Temporada     | Part. | Goles | Part.               | Goles               | Part.                    | Goles                    | Part. | Goles |
| --- | ------------- | ------------- | ----- | ----- | ------------------- | ------------------- | ------------------------ | ------------------------ | ----- | ----- |
| Sarpsborg 08 FF · Noruega | 1.ª           | 2017          | 22    | 3     | 5                   | 5                   | —                        | —                        | 27    | 8     |
| Sarpsborg 08 FF · Noruega | Total club    | Total club    | 22    | 3     | 5                   | 5                   | 0                        | 0                        | 27    | 8     |
| Club Brujas · Bélgica | 1.ª           | 2017-18       | 8     | 0     | 0                   | 0                   | —                        | —                        | 8     | 0     |
| Club Brujas · Bélgica | 1.ª           | 2018-19       | 23    | 2     | 1                   | 0                   | 4                        | 0                        | 28    | 2     |
| Club Brujas · Bélgica | 1.ª           | 2019-20       | 22    | 7     | 4                   | 1                   | 9                        | 1                        | 35    | 9     |
| Club Brujas · Bélgica | 1.ª           | 2020-21       | 19    | 9     | 0                   | 0                   | 5                        | 0                        | 24    | 9     |
| Club Brujas · Bélgica | Total club    | Total club    | 72    | 18    | 5                   | 1                   | 18                       | 1                        | 95    | 20    |
| A. S. Monaco F. C. Francia | 1.ª           | 2020-21       | 12    | 1     | 4                   | 0                   | —                        | —                        | 16    | 1     |
| A. S. Monaco F. C. Francia | 1.ª           | 2021-22       | 8     | 1     | 0                   | 0                   | 5                        | 1                        | 13    | 2     |
| A. S. Monaco F. C. Francia | 1.ª           | 2022-23       | 31    | 4     | 1                   | 0                   | 10                       | 1                        | 42    | 5     |
| A. S. Monaco F. C. Francia | 1.ª           | 2023-24       | 26    | 0     | 0                   | 0                   | —                        | —                        | 26    | 0     |
| A. S. Monaco F. C. Francia | 1.ª           | 2024-25       | 19    | 0     | 1                   | 0                   | 4                        | 0                        | 24    | 0     |
| A. S. Monaco F. C. Francia | Total club    | Total club    | 96    | 6     | 6                   | 0                   | 19                       | 2                        | 121   | 8     |
| Total carrera | Total carrera | Total carrera | 190   | 27    | 16                  | 6                   | 37                       | 3                        | 243   | 36    |
| (1) Incluye datos de la Copa de Noruega, Copa de Bélgica, Supercopa de Bélgica y Copa de Francia. (2) Incluye datos de la Liga de Campeones de la UEFA y Liga Europa de la UEFA. |               |               |       |       |                     |                     |                          |                          |       |       |

## Palmarés

### Títulos nacionales
| Título                      | Club        | País    | Año     |
| --------------------------- | ----------- | ------- | ------- |
| Primera División de Bélgica | Club Brujas | Bélgica | 2017-18 |
| Supercopa de Bélgica        | Club Brujas | Bélgica | 2018    |
| Primera División de Bélgica | Club Brujas | Bélgica | 2019-20 |